# Collados (Teruel)
Collados es una localidad española perteneciente al municipio de Calamocha, en el Jiloca, provincia de Teruel, Aragón.

## Historia
En el año 1248, por privilegio de Jaime I, Collados se desliga de la dependencia de Daroca, pasando a formar parte de Sesma de Barrachina en la comunidad de Aldeas de Daroca, que en 1838 fue disuelta. A la caída del Antiguo Régimen la localidad se constituye en municipio constitucional en la región de Aragón, desde 1834 quedó integrado en el partido judicial de Calamocha. En el censo de 1842 contaba con 21 hogares y 85 vecinos. A mediados del siglo XIX este municipio desaparece porque se integra en Valverde, para independizarse a principios del siglo XX. En el año 1971 el municipio de Collados vuelve a desaparecer porque se integra en Calamocha, contaba entonces con 15 hogares y 43 habitantes.

## Demografía
| Gráfica de evolución demográfica de Collados entre 1842 y 1970 |
| |
| Población de derecho según los censos de población del INE Población de hecho según los censos de población del INEEntre el censo de 1930 y el anterior, aparece este municipio porque se segrega del municipio 44248 (Valverde) Entre el censo de 1857 y el anterior, este municipio desaparece porque se integra en el municipio 44248 (Valverde) Entre el censo de 1981 y el anterior, este municipio desaparece porque se integra en el municipio 44050 (Calamocha) |

## Patrimonio
- Iglesia de Nuestra Señora de la Natividad. Se trata de un templo barroco construido en el siglo XVIII, con tres naves. La Torre era de estilo barroco-mudéjar (por desgracia tuvo que ser derribada en el año 1982, por el peligro que ofrecía).
- Ermita de Santa Bárbara.

## Fiestas
El 8 de septiembre, festividad de Nuestra Sra. de la Natividad. Esta fiesta fue trasladada al tercer domingo de agosto.